# ジョージ・モストウ
ジョージ・ダニエル・モストウ（Geroge Daniel Mostow、1923年7月4日 - 2017年4月4日）は、アメリカ合衆国の数学者で、リー理論への貢献で名高い。モストウは、イェール大学のHenry Ford II名誉教授で、米国科学アカデミーの会員、アメリカ数学会の第49期会長 (1987-1988)、そしてプリンストン高等研究所の前理事だった。
息子は『ターミネーター3』などで知られる映画監督のジョナサン・モストウ。
モストウが発見し開拓した、リー群における格子 (数学)に対する剛性現象は、モストウ剛性として知られている。剛性に関するモストウの業績は、3人のフィールズ賞受賞者、すなわちグレゴリー・マルグリス、ウィリアム・サーストン、グレゴリー・ペレルマンの業績において、本質的な役割を担った。1982年から1992年までモストウはプリンストン高等研究所の理事を務めた。1993年、アメリカ数学会からスティール賞(独創的研究部門)がモストウに授与された。2013年、「幾何学とリー群論への基本的で先駆的な貢献」に対してウルフ賞数学部門がモストウに授与された。

## 生涯
モストウは1923年マサチューセッツ州のボストンに生まれた。両親は20世紀初期にウクライナからアメリカ合衆国に移住したユダヤ人だった。
1948年、モストウはハーバード大学でガレット・バーコフの指導下で執筆した論文により、博士号を取得した。モストウは1949年から1952年までシラキュース大学で、1952年から1961年までジョンズ・ホプキンス大学で、そして1961年から1999年に退職するまでイェール大学で教鞭を執った。
モストウは1974年に米国科学アカデミーの会員に選出され、1987年と1988年アメリカ数学会の会長を務め、1982年から1992年までプリンストン高等研究所の理事だった。1993年、モストウは著書『Strong rigidity of local symmetric spaces』(1973) に対して、スティール賞(独創的研究部門)を受賞した。
201７年4月4日、モストウは死去した。